# Gliese 1227
GJ 1227 is een rode dwerg met een spectraalklasse van M4.0V. De ster bevindt zich 27,24 lichtjaar van de zon.